# Mike Brown (basket-ball, 1970)
Pour les articles homonymes, voir Mike Brown et Brown.
Ne doit pas être confondu avec Mike Brown (basket-ball, 1963).
Mike Brown, né le 5 mars 1970 à Columbus, Ohio, est un joueur puis entraîneur américain de basket-ball.

## Biographie
Brown est né à Columbus, Ohio, mais passe une partie de son enfance à l'étranger. Il est diplômé de la Würzburg American High School à Wurtzbourg, en Allemagne en 1988, où il joue au basket-ball, football américain et au baseball. Après deux années à Mesa Community College, Brown rejoint l'université de San Diego, jouant deux saisons avec l'équipe des Toreros et dont il sort diplômé en 1992 en commerce.
En 1992, Brown commence sa carrière NBA en tant qu'entraîneur-assistant de Dan Issel aux Nuggets de Denver. En 1997, il rejoint les Wizards de Washington, d'abord aux côtés de Bernie Bickerstaff, puis devient recruteur lors de sa dernière année.
En 2000, Brown est engagé par Gregg Popovich en tant qu'entraîneur-assistant aux Spurs de San Antonio. Après un premier titre remporté avec San Antonio en 2003, Brown s'engage avec les Pacers de l'Indiana. Il permet à l'Indiana de participer à la finale de la Conférence Est en 2004.
En juin 2005, Brown obtient son premier poste d'entraîneur aux Cavaliers de Cleveland, en remplacement de Brendan Malone, devenant le deuxième plus jeune entraîneur de la ligue, derrière Lawrence Frank des Nets du New Jersey.
Les Cavaliers participent aux Finales NBA pour la première fois de leur histoire en 2007, s'inclinant face aux Spurs de San Antonio.
Il est nommé entraîneur du mois de la Conférence Est en février 2008.
En 2009, Brown est nommé entraîneur de l'équipe Est lors du NBA All-Star Game, faisant de lui le second entraîneur des Cavaliers à diriger une équipe All-Star, après Lenny Wilkens en 1989.
Le 20 avril 2009, Brown est nommé NBA Coach of the Year après avoir mené les Cavaliers à un bilan de 66 victoires et 16 défaites, le meilleur de l'histoire de la franchise.
À la suite de l'élimination de Cleveland au second tour des playoffs 2010, Mike Brown est limogé le 24 mai 2010.
Le 26 mai 2011, Mike Brown est nommé entraîneur des Lakers de Los Angeles avec lesquels il s'engage pour une durée de quatre ans et pour un montant de 18,25 millions de dollars.
Après un mauvais début de saison 2012-2013, il est démis de son poste par les Lakers de Los Angeles le 9 novembre 2012.
Le 24 avril 2013, Mike Brown redevient l'entraîneur principal des Cavaliers de Cleveland. Le 11 mai 2014, à la suite de la nomination du nouveau manager général, David Griffin, Brown est licencié.
En février 2020, Mike Brown accepte de devenir le nouvel entraîneur de l'équipe nationale masculine de basket-ball du Nigeria lors des Jeux olympiques de Tokyo en 2021.
En mai 2022, il est annoncé à la tête des Kings de Sacramento en tant qu'entraîneur principal. À l'issue de la saison 2022-2023, les Kings se qualifient pour les playoffs, après une disette de 17 ans, et Brown est de nouveau élu, à l'unanimité, NBA Coach of the Year.
L’exercice 2024-2025 est plus difficile pour Brown. En effet, les Kings pointent à la douzième place de la Conférence Ouest avec un bilan de 13 victoires pour 18 défaites à la fin du mois de décembre. Mike Brown est licencié le 27 décembre 2024.
En juillet 2025, Brown rejoint les Knicks de New York comme entraîneur principal. Il signe un contrat sur 4 saisons pour 40 millions de dollars.

## Palmarès
- NBA Coach of the Year en 2009 et 2023.

En tant qu'Assistant 
- Champion avec les Spurs de San Antonio en 2003.
- Champion avec les Warriors de Golden State en 2015, 2017, 2018 et 2022.

## Statistiques en tant qu'entraîneur
| Entraîneur de l'année | Participation en playoffs |

| Équipe      | Année     | Saison régulière | Saison régulière | Saison régulière | Saison régulière | Saison régulière          | Playoffs | Playoffs  | Playoffs | Playoffs | Playoffs                                                               |
| Équipe      | Année     | Matchs           | Victoires        | Défaites         | %                | Classement                | Matchs   | Victoires | Défaites | %        | Résultat                                                               |
| ----------- | --------- | ---------------- | ---------------- | ---------------- | ---------------- | ------------------------- | -------- | --------- | -------- | -------- | ---------------------------------------------------------------------- |
| Cleveland   | 2005-2006 | 82               | 50               | 32               | 61,0             | 2e en division Centrale   | 13       | 7         | 6        | 53,8     | Défaite contre les Pistons de Détroit en demi-finale de Conférence     |
| Cleveland   | 2006-2007 | 82               | 50               | 32               | 61,0             | 2e en division Centrale   | 20       | 12        | 8        | 60,0     | Défaite contre les Spurs de San Antonio en Finales NBA                 |
| Cleveland   | 2007-2008 | 82               | 45               | 37               | 54,9             | 2e en division Centrale   | 13       | 7         | 6        | 53,8     | Défaite contre les Celtics de Boston en demi-finale de Conférence      |
| Cleveland   | 2008-2009 | 82               | 66               | 16               | 80,5             | 1er en division Centrale  | 14       | 10        | 4        | 71,4     | Défaite contre le Magic d'Orlando en finale de Conférence              |
| Cleveland   | 2009-2010 | 82               | 61               | 21               | 74,4             | 1er en division Centrale  | 11       | 6         | 5        | 54,5     | Défaite contre les Celtics de Boston en demi-finale de Conférence      |
| L.A. Lakers | 2011-2012 | 66               | 41               | 25               | 62,1             | 1er en division Pacifique | 12       | 5         | 7        | 41,7     | Défaite contre le Thunder d'Oklahoma City en demi-finale de Conférence |
| L.A. Lakers | 2012-2013 | 5                | 1                | 4                | 20,0             | Limogé                    | -        | -         | -        | -        | -                                                                      |
| Cleveland   | 2013-2014 | 82               | 33               | 49               | 40,2             | 3e en division Centrale   | -        | -         | -        | -        | Pas de playoffs                                                        |
| Sacramento  | 2022-2023 | 82               | 48               | 34               | 58,5             | 1er en division Pacifique | 7        | 3         | 4        | 42,9     | Défaite contre les Warriors de Golden State au premier tour            |
| Sacramento  | 2023-2024 | 82               | 46               | 36               | 56,1             | 4e en division Pacifique  | -        | -         | -        | -        | Pas de playoffs                                                        |
| Sacramento  | 2024-2025 | 31               | 13               | 18               | 41,9             | Limogé                    | -        | -         | -        | -        | -                                                                      |
| New York    | 2025-2026 |                  |                  |                  |                  |                           |          |           |          |          |                                                                        |
| Total       | Total     | 758              | 454              | 304              | 59,9             |                           | 90       | 50        | 40       | 55,6     |                                                                        |